# La familia del vurdalak
Plantilla:Short description
La familia del vurdalak (Sem'ya Vurdalaka) (1839) es un cuento de vampiros escrito en 1839 por Alexei Tolstói. Tiene el subtítulo de Fragmento inédito de las memorias de un desconocido y cuenta en primera persona el viaje de un diplomático, el marqués d'Urfé, que atraviesa un pequeño pueblo en Serbia. Fue escrito originalmente en francés, y publicado póstumamente en ruso en 1884.

## Adaptaciones cinematográficas y televisivas
Este relato ha sido llevado al cine en al menos de dos ocasiones. La primera de ellas en la película Las tres caras del miedo (1963) de Mario Bava, que adapta tres relatos de terror. Uno de ellos es La familia del vurdalak en la que el actor Boris Karloff interpreta el papel de Gorcha, el patriarca de la familia. 
La otras adaptaciones son La noche de los diablos (1972) del director Giorgio Ferroni y "The Vourdalak" (2023) de Adrien Beau
En el año 1975 José Antonio Páramo realizó una adaptación televisiva de este relato para la serie de terror "El quinto jinete". Los papeles principales fueron interpretados por Charo López, Francisco Valladares, Ramón Durán y Antonio del Real.